# Zaleptus perakensis
Zaleptus perakensis is een hooiwagen uit de familie Sclerosomatidae.